# Лихтварк, Альфред
Альфред Ли́хтварк (нем. Alfred Lichtwark; 14 января 1852, Гамбург, Германский союз — 13 января 1914, Гамбург) — немецкий историк искусства, первый директор музея Кунстхалле в Гамбурге.

## Биография
Альфред Лихтварк был сыном мельника Фридриха Иоганна Карла Эрнста Лихтварка, владельца райтброкской мельницы (нем. Reitbrooker Mühle). У него было трое сводных братьев и сестёр от первого брака отца. Мать Альфреда, Иоганна Элен Генриетта, урождённая Бах (1829—1909), якобы происходила по прямой линии от композитора Иоганна Себастьяна Баха.
В 1858 году отец продал мельницу и семья переехала в Гамбург, где отец также имел гостиницу, которая не приносила дохода. Альфред Лихтварк в 1873 году получил аттестат о среднем образовании в Кристианиуме в Альтоне и, благодаря стипендии, которую ему помог получить Юстус Бринкманн, стал изучать искусство и педагогику в Дрездене, Лейпциге и Берлине. После завершения учёбы он работал в нескольких начальных и гражданских школах Берлина. Лихтварк был очень недоволен современным ему уровнем педагогики, что привело его к идее нового типа школы в Берлине, получившей его имя. Альфред Лихтварк дружил с Леопольдом фон Калькрёйтом и Гансом Ольде.
С 3 декабря 1886 года он был назначен директором Гамбургского кунстхалле и активно занимался расширением его коллекции. Совершил ряд поездок в Дрезден, Веймар, Франкфурт-на-Майне, Женеву, Париж, Лондон и Стокгольм, с целью поиска художественных произведений. Он оставался директором художественной галереи до своей смерти 13 января 1914 года от рака желудка. Преемником Лихтварка в Кунстхалле стал Густав Паули.
Альфред Лихтварк был похоронен на Ольсдорфском кладбище, в части, известной как «Старогамбургское мемориальное кладбище» (могила 24). Надгробие было выполнено Фрицем Шумахером, который много лет спустя был похоронен рядом с Лихтварком.